# تپه اطراف شهر سوخته ۱۱۲
تپه اطراف شهر سوخته شماره ۱۱۲ مربوط به هزاره سوم قبل از میلاد است و در شهرستان زابل، بخش شیب آب، دهستان لوتک، روستای حومه شهر سوخته، ۱۲ کیلومتری جنوب غرب پایگاه باستان‌شناسی شهر سوخته واقع شده و این اثر در تاریخ ۲۸ اسفند ۱۳۸۵ با شمارهٔ ثبت ۱۸۷۰۵ به‌عنوان یکی از آثار ملی ایران به ثبت رسیده است.